# Theresa Frostad Eggesbø
Theresa Frostad Eggesbø, nota anche con lo pseudonimo di Resa Saffa Park (Dubai, 27 settembre 1997), è un'attrice, modella e musicista norvegese.

## Biografia
Theresa Frostad Eggesbø è figlia di Olav Eggesbø e Cecilie Frostad, ha una sorella di nome Josephine.
Ha completato la sua istruzione primaria in una scuola privata di Oslo e, successivamente, si è diplomata alla Live Oak High School. Dopo si è trasferita nel Regno Unito, dove è rimasta per tre anni, e ha studiato al Liverpool Institute for Performing Arts. È cresciuta ascoltando molti generi di musica ma è stata particolarmente ispirata prima dai Nirvana e dopo dal jazz. La sua musica è ispirata anche da artisti quali Billie Holiday e Chet Backer.

### Carriera

#### Recitazione
Ha iniziato a recitare nel 2016, interpretando Sonja nella serie Skam. È conosciuta per aver rappresentato, dal 2020, Saxa in Ragnarok.

#### Carriera musicale
Nel 2020 ha pubblicato il suo EP di debutto Dumb & Numb per l'etichetta discografica indipendente norvegese Toothfairy. Nel 2022 ha pubblicato l'EP Spaces composto da 9 canzoni attraverso la casa discografica norvegese Propeller.

## Filmografia

### Cinema
- Kometen, regia di Bard Rossevold (2017)

### Cortometraggi
- November, regia di Kasper Møller Rask (2018)
- Lemon World, regia di Kasper Møller Rask (2020)
- December, regia di Kasper Møller Rask (2023)

### Televisione
- Skam - webserie, 6 episodi (2016)
- Ragnarok – serie TV, 18 episodi (2020-2023)
- Threesome – serie TV, episodio 1x06 (2021)

## Musica parziale

### EP
- Dumb & Numb (2020)
- Spaces (2022)
- Madness. Let me in! (2023)

ALBUM
Silver Bead Eyes (2025)

### Singoli
- Sassy (2018)
- God Is Drunk (2018)
- Love ain’t Free (2020)
- Dandelions (2021)
- Candles (2022)
- Tendencies (2022)
- Cheap Disposition (2022)
- Kids Lack Rock 'n' Roll (2022)
- Give It All You Can (2022)

## Riconoscimenti
Ha vinto il premio come migliore attrice al Cinalfama Lisbon Film Festival nel 2019, per la sua performance in November.